# Agapetes velutina
Agapetes velutina är en ljungväxtart som beskrevs av André Guillaumin. Agapetes velutina ingår i släktet Agapetes och familjen ljungväxter. Inga underarter finns listade i Catalogue of Life.